# Ardisia japonica
Ardisia japonica es una especie de planta medicinal perteneciente a la familia Myrsinaceae. Es nativa del este de Asia, en el este de China, Japón y Corea.

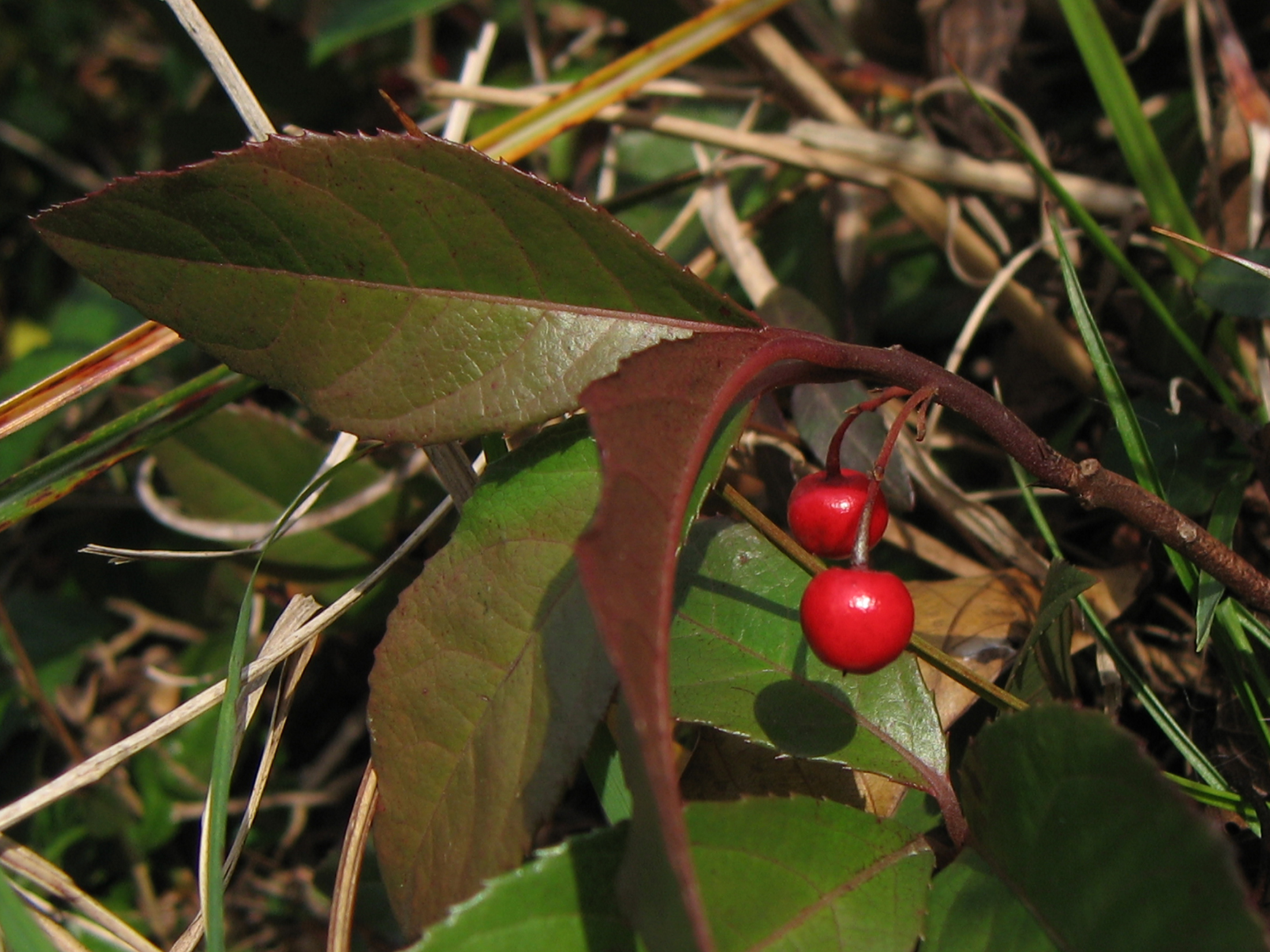
Frutos

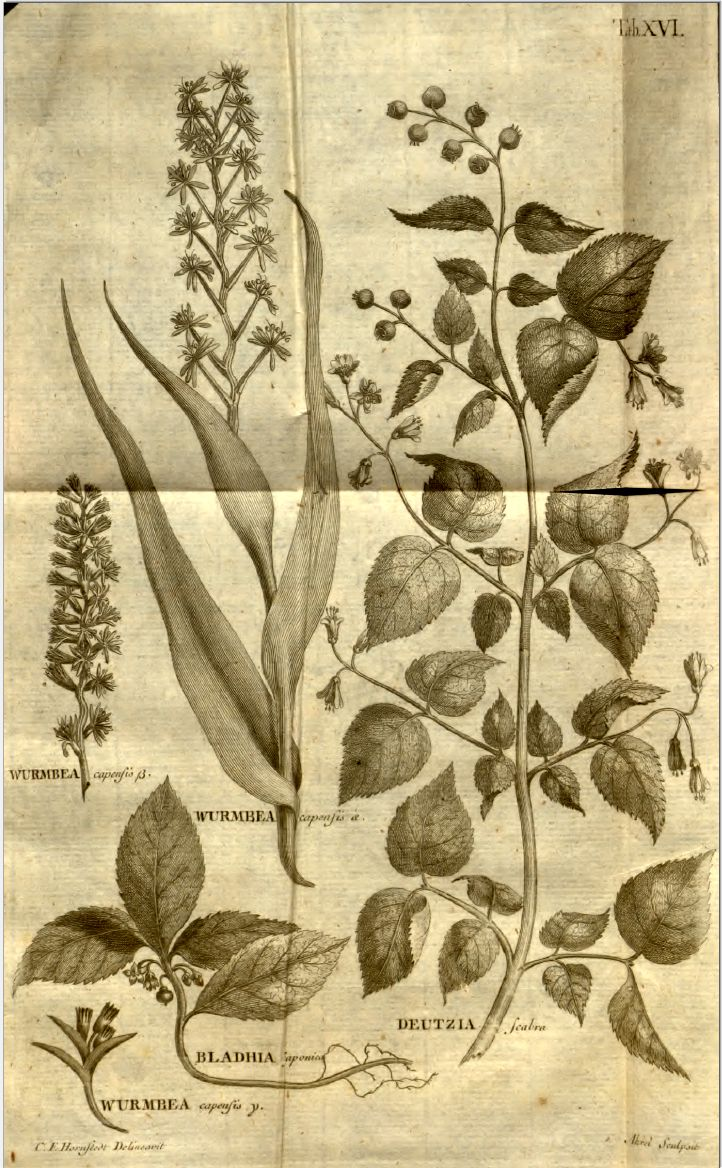
Ilustración

## Descripción
Es un arbusto perenne rastrero que alcanza los 20–40 cm de altura. Las hojas son opuestas en conjuntos, ovadas de  4–7 cm de largo y  1.5–4 cm de ancho, con los márgenes fuertemente serrados y el ápice acuminado. Las flores tienen 4–10 mm de diámetro con cinco (raramente seis) pétalos de color blanco a rosa pálido que se producen en un racimo a finales de la primavera. El fruto es una drupa de 5–6 mm diámetro de color rojo que al madurar cambia a negro-púrpura a comienzo del invierno.
Un número de cultivos se han seleccionados como planta ornamental, incluyendo las variedades  'Hakuokan' y 'Ito Fukurin'.

## Propiedades
Es usada como planta medicinal en la medicina tradicional china, donde es llamada  zǐjīn niú (紫金牛), y considerada una de las 50 hierbas fundamentales.
Grandes dosis de esta planta pueden ser tóxicas para la salud.

## Taxonomía
Ardisia japonica fue descrita por Carl Ludwig Blume y publicado en Bijdragen tot de flora van Nederlandsch Indië 13: 690–691. 1826.
Sinónimos
- Ardisia glabra (Thunb.) A.DC.
- Ardisia montana Siebold ex Franch. & Sav.
- Bladhia glabra Thunb.
- Bladhia japonica Thunb.
- Bladhia japonica f. leucocarpa Nakai
- Sarcandra glabra (Thunb.) Nakai
- Tinus japonica (Thunb.) Kuntze[6]